# Condado de Jessamine
El condado de Jessamine (en inglés: Jessamine County), fundado en 1799, es uno de 120 condados del estado estadounidense de Kentucky. En el año 2000, el condado tenía una población de 39,041 habitantes y una densidad poblacional de 87 personas por km². La sede del condado es Nicholasville.

## Geografía
Según la Oficina del Censo, el condado tiene un área total de 451 km² (174,1 mi²), de la cual 448 km² (173 mi²) es tierra y 3 km² (1,2 mi²) (0.76%) es agua.

### Condados adyacentes
- Condado de Fayette (noreste)
- Condado de Madison (sureste)
- Condado de Garrard (sur)
- Condado de Mercer (suroeste)
- Condado de Woodford (noroeste)

## Demografía
Según la Oficina del Censo en 2000, los ingresos medios por hogar en el condado eran de $40,096, y los ingresos medios por familia eran $46,152. Los hombres tenían unos ingresos medios de $32,340 frente a los $23,771 para las mujeres. La renta per cápita para el condado era de $18,842. Alrededor del 10.50% de la población estaban por debajo del umbral de pobreza.

## Localidades
- Brannon Woods
- High Bridge
- Nicholasville
- Wilmore